# کیتولپه
کیتولپه (به لاتین: Kitulpe) یک منطقهٔ مسکونی در سری‌لانکا است که در استان مرکزی (سری‌لانکا) واقع شده‌است.